# 평동 (수원시)
평동(坪洞)은 경기도 수원시 권선구의 행정동이다.

## 개요
평동은 매산천, 서호천, 황구지천의 3개 하천이 흐르는 평야 지대로서 풍부한 곡창 및 자연친화 지역이다. 신흥개발이 활발한 서수원권에 위치하여 미래 수원발전을 선도할 지역으로 예상하고 있다. 전통문화와 첨단산업이 공존하는 지역이다. 평동은 도시화와 함께 아직 향토색이 남아 있어 수원시의 향토유적 제9호 코잡이놀이를 매년 개최하고 있으며, 가을 추수기에는 황구지천 일원에서 “허수아비 축제”와 “자전거축제 한마당”을, 동절기에는 “썰매대회” 등을 다채롭게 개최하고 있다.

## 법정동
- 평동
- 고색동(古索洞)
- 오목천동(梧木川洞)
- 평리동(坪里洞)

## 교육

### 수원시권선구사립전문대학
- 수원여자대학교

### 원격교육원
- 한국방송통신대학교 경기지역대학

## 교통
- 수인분당선 오목천역

## 아파트
| 단지명                | 건설사     | 시행사       | 주소                                   | 입주        | 비고     |
| --------------------- | ---------- | ------------ | -------------------------------------- | ----------- | -------- |
| 상송마을 오목천주공   | 세양건설㈜ | 대한주택공사 | 권선구 오목천로 15 (오목천동)          | 2005년 10월 | 국민임대 |
| 오목천 푸르지오 1단지 | 대우건설   | ㈜한미개발   | 권선구 서수원로 219 (오목천동)         | 2006년 2월  |          |
| 오목천 푸르지오 2단지 | 대우건설   | ㈜한미개발   | 권선구 서수원로183번길 2 (오목천동)    | 2006년 2월  |          |
| 오목천 청구 1차       | ㈜청구     | ㈜청구       | 권선구 오목천로39번길 8 (오목천동)     | 2000년 10월 |          |
| 오목천 청구 2차       | ㈜청구     | 청구주택㈜   | 권선구 매송고색로506번길 17 (오목천동) | 2002년 9월  |          |